# Björn Anklev
Björn Håkan Anklev (13 aprile 1979) è un ex calciatore svedese, di ruolo centrocampista.